# National Edge Day
Edge Day est un jour férié non officiel célébré chaque année le 17 octobre par des gens qui s'associent au mouvement straight edge. La journée a été célébrée pour la première fois en 1999 à Boston aux États-Unis sous le nom de "Bord Fest". L'Edge Day le plus important a lieu à Boston, mais des événements annuels sont également organisés dans d'autres états américains comme la Géorgie ou la Californie et ailleurs dans le monde dans des villes comme Göteborg ou Londres.

## Fondateur
La première annuelle du National Edge Day a été célébrée le 17 octobre 1999, lors de la finale Ten Yard Fight à la discothèque Karma, à Boston. Le spectacle a également présenté les groupes Bane, In My Eyes, Reach the Sky et Floorpunch. Ce spectacle a marqué la fin de la "youth crew" revival des années 1990, mais a participé à la création d'un nouveau chapitre du straight edge en créant un jour férié observable dans la communauté.
Depuis l'événement inaugural, un salon local de Boston a été organisé chaque année pour célébrer la Edge Day. L’événement central de la fête est l'organisation de spectacles locaux essentiellement réalisée par des groupes Hardcore straight edge. Si le 17e jour d'Octobre ne tombe pas sur un week-end, le spectacle de la fête Edge tombe habituellement le samedi avant ou après le 17.